# Schuttertal
Schuttertal es un municipio en el distrito de Ortenau en Baden-Wurtemberg, Alemania, aproximadamente 30 km al sur de Offenburg.

## Historia
El municipio Schuttertal se compone de los barrios Dörlinbach, Schuttertal y Schweighausen que hasta el 31 de diciembre de 1973 eran municipios independientes. En total tiene una población de unos 3.250 habitantes.

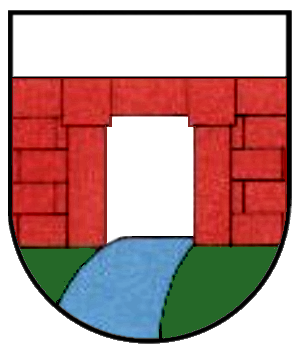
Escudo del barrio de Dörlinbach
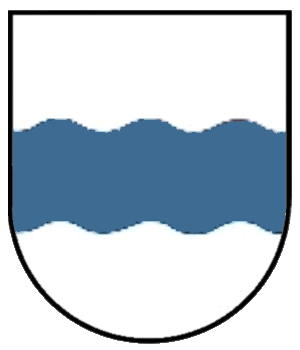
Escudo del barrio de Schuttertal
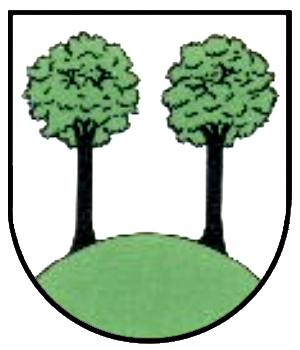
Escudo del barrio de Schweighausen

## Geografía
El nombre Schuttertal significa Valle del Schutter y el municipio está ubicado en el valle del mismo nombre, el Schuttertal, el valle del río Schutter.